# 릴 메트로

릴 메트로의 노선도

릴 메트로(프랑스어: Métro de Lille)는 프랑스 릴을 달리는 도시 철도 시스템이다.

## 같이 보기
- 지하철 목록